# Siergiej Zubow
Siergiej Aleksandrowicz Zubow, ros Сергей Александрович Зубов (ur. 22 lipca 1970 w Moskwie) – radziecki i rosyjski hokeista. Reprezentant ZSRR i Rosji. Trener hokejowy.

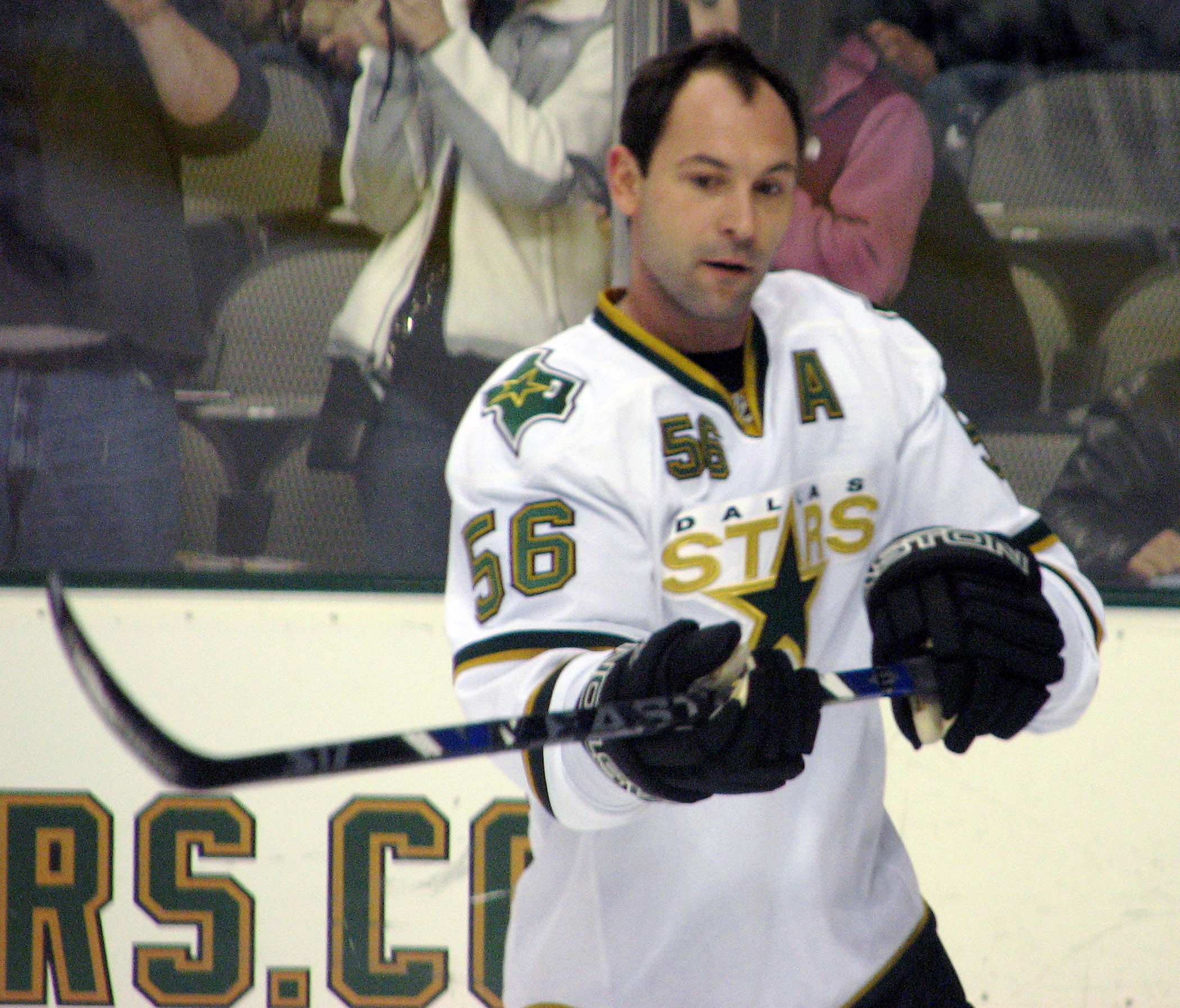
Siergiej Zubow w barwach Dallas Stars (2007)

## Kariera klubowa
- CSKA Moskwa (1988–1992)
- New York Rangers (1992–1995)
  -  Binghamton Rangers (1992–1993)
- Pittsburgh Penguins (1995–1996)
- Dallas Stars (1996–2009)
- SKA Sankt Petersburg (2009–2011)

Wychowanek CSKA Moskwa. W latach 80. reprezentant kadr młodzieżowych ZSRR. Po 1991 roku występował w reprezentacji Wspólnoty Niepodległych Państw i Rosji.
Uczestniczył w turniejach mistrzostw Europy juniorów do lat 18 edycji 1988, mistrzostw świata juniorów do lat 20 edycji 1990 (ZSRR), zimowych igrzyskach olimpijskich 1992 (WNP), mistrzostw świata w 1992 (Rosja) i Pucharu Świata 1996.
Zakończył karierę w kwietniu 2011 roku w wyniku problemów z biodrem (nie rozegrał żadnego spotkania w sezonie KHL (2010/2011).

## Kariera szkoleniowa
- SKA Sankt Petersburg (2011–2012) – asystent trenera
- CSKA Moskwa (2012/2013) – asystent trenera
- St. Louis Blues (2012/2013) – konsultant
- CSKA Moskwa (2013/2014) – asystent trenera
- SKA Sankt Petersburg (2014-2016) – asystent trenera
- Reprezentacja Rosji (2014-) – asystent trenera
- SKA Sankt Petersburg (2015-2016) – główny trener
- HK Soczi (2017-2019) – główny trener
- Dallas Stars (2019-2020) – starszy konsultant
- Dinamo Ryga (2021) – główny trener
- Reprezentacja Rosji do lat 20 (2021-) – główny trener
- SKA Sankt Petersburg (2021-) – asystent trenera

Po zakończeniu kariery zawodniczej podjął się karierze szkoleniowej. W sezonie KHL (2011/2012) był asystentem trenera w SKA Sankt Petersburg, a od sezonu KHL (2012/2013) jest asystentem szkoleniowcem w macierzystym CSKA Moskwa, od lipca 2013 odpowiedzialny za grę obronną. Od maja 2014 ponownie asystent w SKA. Od lipca 2015 asystent selekcjonera Oļegsa Znaroksa w kadrze Rosji. W marcu 2017 został trenerem HK Soczi. Zwolniony w październiku 2019.
Pod koniec grudnia 2019 w charakterze został zatrudniony przez Dallas Stars w charakterze starszego konsultanta. W kwietniu 2021 został ogłoszony głównym trenerem Dinama Ryga. Pod koniec października 2021 ogłoszono jego odejście z tego stanowiska z uwagi na kwestie rodzinne. Pod koniec listopada 2021 został ogłoszony trenerem reprezentacji Rosji na zbliżające się MŚ edycji 2022. W lipcu 2022 potwierdzono jego udział w sztabie trenera Romana Rotenberga w SKA Sankt Petersburg.

## Sukcesy
Reprezentacyjne
- Brązowy medal mistrzostw Europy juniorów do lat 18: 1988
- Srebrny medal mistrzostw świata juniorów do lat 20: 1990, 1991
- Złoty medal zimowych igrzysk olimpijskich: 1992

Klubowe
- Puchar Stanleya: 1994 z New York Rangers, 1999 z Dallas Stars

Indywidualne
- Mistrzostwa Europy juniorów do lat 18 w hokeju na lodzie 1988:
  - Najlepszy obrońca turnieju[14]
  - Skład gwiazd turnieju
- NHL All-Star Game: 1998, 1998, 2000, 2008
- NHL (1999/2000):
  - Pierwsze miejsce w klasyfikacji kanadyjskiej wśród obrońców w fazie play-off: 9 punktów
- KHL (2009/2010):
  - Mecz Gwiazd KHL
  - Najlepszy obrońca miesiąca - listopad 2009 i styczeń 2010
  - Piąte miejsce w klasyfikacji strzelców wśród obrońców w sezonie zasadniczym: 10 goli
  - Pierwsze miejsce w klasyfikacji asystentów wśród obrońców w sezonie zasadniczym: 32 asysty
  - Pierwsze miejsce w klasyfikacji kanadyjskiej wśród obrońców w sezonie zasadniczym: 42 asysty
  - Złoty Kask (przyznawany sześciu zawodnikom wybranym do składu gwiazd sezonu)

Wyróżnienia
- Zasłużony Mistrz Sportu ZSRR w hokeju na lodzie: 1992
- Rosyjska Galeria Hokejowej Sławy: 2014
- Hockey Hall of Fame: 2019[15]